# 松平近説
松平 近説（まつだいら ちかよし）は、江戸時代後期の大名。豊後国府内藩第10代（最後）の藩主。親清流大給松平家14代。幕末に大給（おぎゅう）姓に改名し、大給近説と名乗った。

## 生涯
伊勢国桑名藩主・松平定永の十一男として誕生した。
天保12年（1841年）7月、松平近信の死去に際し、末期養子として家督を相続する。天保13年（1842年）5月、第12代将軍・徳川家慶に御目見する。同年10月、従五位下・左衛門尉に叙任する。14歳で急遽藩主となったため、当初は先々代藩主の近訓が後見役となった。その7年後から政務を執るようになり、藩校・遊焉館や医学館（稽全館）を設置するなど、特に学問の奨励に尽力した。
文久元年（1860年）8月20日、奏者番となる。元治元年（1864年）11月1日、寺社奉行兼任となる。同年12月27日、寺社奉行兼任を解かれる。慶応元年6月15日、再び寺社奉行兼任となる。同年11月12日、御用取次役兼任となる。慶応3年（1867年）7月5日、若年寄となる。同年9月1日、会計奉行兼任となる。同年12月3日、国内事務の担当を命じられる。また、第二次長州征討では小倉に出兵したものの、大政奉還後には国元で勤王派の増沢近篤（虎之丞、近訓の長男）が藩主代理に立てられ、幕府要職にあった近説は裏切られる形となった。
慶応4年（1868年）2月6日、若年寄を辞職した。同年3月20日、松平姓を大給に改めた。同年3月25日、恭順の姿勢を示すため上洛したものの、謹慎を命じられた。中川久昭を仲立ちに謝罪する。同年5月13日、謹慎を解かれる。同年7月10日、ようやく帰藩を許可される。明治2年（1869年）6月、版籍奉還により府内藩知事に任命された。明治4年（1871年）7月、廃藩置県により知事職を解任された。同年10月10日、養子近道（1854年 - 1902年、実父は府内藩士族の増沢近篤、8代府内藩主松平近訓の孫）に家督を譲って隠居した。明治19年（1886年）死去、享年58。

## 系譜
父母
- 松平定永（実父）
- 松平近信（養父）

正室、継室
- 松平乗全の娘（正室）
- 太田資師の娘（継室）

養子
- 大給近道[2] ー 増沢近篤の子